# Parafia św. Jana Nepomucena w Morawce
Parafia św. Jana Nepomucena w Morawce – parafia rzymskokatolicka znajdująca się w Prażmie (pomimo to oficjalnie w Morawce), w kraju morawsko-śląskim w Czechach. Należy do dekanatu Frydek diecezji ostrawsko-opawskiej.

## Historia
Drewniany kościół w Morawce powstał w 1762. W 1777 z wydzielenia części Morawki i Raszkowic powstała nowa wieś Praschma, obecne Prażmo, gdzie znajduje się kościół parafialny. Parafia przy tym kościele erygowana została w dobie józefinizmu, kiedy to rozporządzenie gubernialne z 1784 zdefiniowało wytyczne do powstania nowych parafii: w miejscowościach trudno dostępnych, w których mieszkało ponad 700 (lub 500 w mieszanych wyznaniowo) katolików, którzy dotąd mieli ponad godzinę drogi do kościoła parafialnego. Po długiej dyskusji na Śląsku Cieszyńskim powstało 10 nowych parafii, w tym w Morawce (Prażmie). Od początku parafia podlegała dekanatowi frydeckiemu. W 1807 w pobliżu drewnianego kościoła wybudowano kościół murowany.
Po I wojnie światowej Morawka znalazła się w granicach Czechosłowacji, wciąż jednak podległa była diecezji wrocławskiej, pod zarządem specjalnie do tego powołanej instytucji zwanej: Knížebiskupský komisariát niský a těšínský. W 1939 jako jedna z 17 parafii archidiecezji wrocławskiej pozostała w granicach Protektoratu Czech i Moraw. W 1947 obszar ten wyjęto ostatecznie spod władzy biskupów wrocławskich i utworzono Apostolską Administraturę w Czeskim Cieszynie, podległą Watykanowi. W 1978 obszar Administratury podporządkowany został archidiecezji ołomunieckiej. W 1996 wydzielono z archidiecezji ołomunieckiej nową diecezję ostrawsko-opawską.